# Doppl (Gemeinde Kottes-Purk)
Doppl (früher auch Doppel) ist eine Ortschaft und eine Katastralgemeinde der Gemeinde Kottes-Purk im Bezirk Zwettl in Niederösterreich.

## Geografie
Die Rotte befindet sich südlich von Kottes am Rundser Bach und wird von der Landesstraße L7183 durchfahren. Zur Ortschaft zählt auch die Einzellage Faschinghof, diese befindet sich nördlich des Ortes.

## Siedlungsentwicklung
Zum Jahreswechsel 1979/1980 befanden sich in der Katastralgemeinde Doppl insgesamt 8 Bauflächen mit 3.129 m² und 9 Gärten auf 12.016 m², 1989/1990 gab es 8 Bauflächen. 1999/2000 war die Zahl der Bauflächen auf 18 angewachsen und 2009/2010 bestanden 12 Gebäude auf 21 Bauflächen.

## Geschichte
Der Ort wird spätestens 1302 zum ersten Mal schriftlich erwähnt.
Im Eintrag der Josephinischen Fassion aus Jahre 1786/87 gab es im heutigen Ort 7 Häuser.
Im Jahr 1822 wurde der Ort als Dorf mit sieben Häusern genannt, das nach Niederranna am Prandhof eingepfarrt war, wohin auch die Kinder eingeschult wurden. Die Herrschaft Oberranna besaß die Ortsobrigkeit, die Herrschaft Pöggstall übte die Landgerichtsbarkeit aus, die Herrschaft Oberranna besorgte die Konskription und hatte die Grundherrschaft inne.
Nach der Entstehung der Ortsgemeinden 1849 wurde das Ortsgebiet westlich des Rundser Baches als Teil der Katastralgemeinde Münichreith, später Runds, ein Teil der Ortsgemeinde Münichreith bzw. ab 13. November 1895 der Gemeinde Kalkgrub, der östliche Teil kam zur Ortsgemeinde Mühldorf bzw. nach der Auflösung der Amtsbezirke 1868 zur Gemeinde Gschwendt.
Laut Adressbuch von Österreich waren im Jahr 1938 in Doppl ein Gastwirt und ein Landwirt ansässig.
Im Zuge der Niederösterreichischen Kommunalstrukturverbesserung wurde der westliche Teil des Ortes durch die Auflösung der Gemeinde Kalkgrub am 1. Januar 1967 ein Teil der Gemeinde Kottes-Purk, durch die Vereinigung der Gemeinde Gschwendt mit der Gemeinde Kottes-Purk am 1. Januar 1971 kam auch der östliche Teil zum heutigen Gemeindegebiet.

## Bodennutzung
Die Katastralgemeinde ist landwirtschaftlich geprägt. 24 Hektar wurden zum Jahreswechsel 1979/1980 landwirtschaftlich genutzt und 44 Hektar waren forstwirtschaftlich geführte Waldflächen. 1999/2000 wurde auf 10 Hektar Landwirtschaft betrieben und 58 Hektar waren als forstwirtschaftlich genutzte Flächen ausgewiesen. Ende 2018 waren 8 Hektar als landwirtschaftliche Flächen genutzt und Forstwirtschaft wurde auf 60 Hektar betrieben. Die durchschnittliche Bodenklimazahl von Doppl beträgt 21,8 (Stand 2010).